# Porphyrinia purrulenta
Porphyrinia purrulenta är en fjärilsart som beskrevs av Turati 1934. Porphyrinia purrulenta ingår i släktet Porphyrinia och familjen nattflyn. Inga underarter finns listade i Catalogue of Life.